# Pherbellia inclusa
Pherbellia inclusa är en tvåvingeart som först beskrevs av Thomas Vernon Wollaston 1858.  Pherbellia inclusa ingår i släktet Pherbellia och familjen kärrflugor.
Artens utbredningsområde är Madeira. Inga underarter finns listade i Catalogue of Life.